# 초요
《초요 : 불멸의 사랑》(招摇)은 2019년 방송되었던 중국의 드라마이다.

## 소개
만륙문(萬戮門)의 문주인 로초요(路招搖)와 려진난(厲塵瀾)의 지고지순(至高至純)한 사랑을 향한 스토리로 연출된다.

## 플롯
생명의 고귀함이라는 절대성(絕對性)과 임의로 재단되는 정의의 심판이라는 이름의 현실 그리고 이들을 뛰어넘는 생존 그 이상의 의미를 찾는 이야기의 플롯(plot)은 이 세상의 모든것이 유한하다는 진리가 우주의 무한한 가능성과 극명하게 대비되어 연출되고있다.

## 등장 인물
- 바이루 - 로초요 역
- 쉬카이 - 려진란 역
- 소연 (肖燕) - 금지언 역
- 대욱 (代旭) - 강무 역
- 장흠 (张鑫) - 로십칠 역
- 정야 (丁野) - 사마용 역
- 향호 (向昊) - 고함광 역
- 부가 (傅迦) - 원결 역
- 윤우항 (尹雨航) - 임자예 역
- 류관상 (刘冠翔) - 락명헌 역
- 미로 (米露) - 류소약 역
- 이자봉 (李子峰) - 금천현 역
- 양택 (杨泽) - 류창령 역
- 우동 (于潼) - 심천금 역